# Simon van Sicilië
Simon van Sicilië (circa 1093 — Mileto, 28 september 1105) was van 1101 tot aan zijn dood graaf van Sicilië. Hij behoorde tot het huis Hauteville.

## Levensloop
Simon was de oudste zoon van graaf Rogier I van Sicilië uit diens derde huwelijk met Adelheid van Savona, dochter van markgraaf Manfred van Savona.
In juni 1101 volgde de ongeveer achtjarige jongen zijn vader op als graaf van Sicilië; wegens zijn minderjarigheid trad zijn moeder op als regentes. Simon overleed in september 1105 op zowat twaalfjarige leeftijd en werd als graaf van Sicilië opgevolgd door zijn jongere broer Rogier II.